# 极速前进20
《极速前进20》（The Amazing Race 20），是CBS的流行真人競賽節目《极速前进》的第二十季。本季會繼續有十一對有各種既定關係的參賽者，為最終大獎——一百萬美元進行環球旅行競賽。
第二十季於2012年2月19日在CBS上首播，播出十一集後於2012年5月6日完季（最後一集為兩小時連播）。
已婚組合Rachel & Dave是《極速前進》第二十季的冠軍，他們同時亦成為《極速前進》美國版本有史以來單季賽段冠軍最多的組合，共嬴得八個賽段。

## 製作

### 發展及拍攝
CBS在2011年6月16日续订了《极速前进》的第二十個季度。此季將會跨越五個大陸、二十二座城市，進行四萬哩的旅程，並首次去到巴拉圭（Paraguay）和阿塞拜疆（Azerbaijan）。除了已確定會去到這兩個國家之外，本季亦已肯定會抵達阿根廷、坦桑尼亞、日本、印度、意大利以及德國。

### 參賽者
第二十季的參賽者包括了CBS另一部真人秀《老大哥》（Big Brother）的前參賽者，Brendon Villegas及Rachel Reilly。另外美國職業足球大聯盟的球員Andrew Weber，以及職業高球手Maiya Tanaka都會參加此一季度的比賽。其他隊伍還包括一對聯邦探員、一對小丑夫婦、一對邊境巡邏員和一對約會中的離婚男女。

## 賽果
因為可能要增刪一些資料，此列表並不一定會完全反映所有播映版本的內容。下表列出的隊員關係為節目拍攝時期的狀態，關係描述為官方版本。下表列出了所有參賽隊伍的比賽結果，以排名順序列出。
| 隊伍                   | 關係             | 分段比賽成績 | 分段比賽成績 | 分段比賽成績 | 分段比賽成績 | 分段比賽成績 | 分段比賽成績 | 分段比賽成績 | 分段比賽成績 | 分段比賽成績 | 分段比賽成績 | 分段比賽成績 | 分段比賽成績 | 路障完成情況              |
| 隊伍                   | 關係             | 1            | 2            | 3            | 4            | 5            | 6            | 7            | 8            | 9            | 10           | 11           | 12           | 路障完成情況              |
| ---------------------- | ---------------- | ------------ | ------------ | ------------ | ------------ | ------------ | ------------ | ------------ | ------------ | ------------ | ------------ | ------------ | ------------ | ------------------------- |
| Dave & Rachel          | 已婚             | 1st          | 1st          | 6thε1,2      | 2nd          | 4th          | 1stƒ         | 1st          | 2nd          | 1st          | 1st          | 1st          | 1st3         | Dave 5, Rachel 6          |
| Art & J.J.             | 邊境巡邏員       | 3rd          | 2nd          | 1th          | 1stƒ         | 1st          | 2nd          | 3rd          | 3rd⊃         | 3rd          | 4th          | 2nd          | 2nd          | Art 6, J.J. 5             |
| Brendon & Rachel       | 訂婚             | 2nd          | 4th          | 2nd          | 6th          | 5th          | 4th          | 4th          | 4th⊂⊃        | 2nd          | 2nd          | 3rd          | 3rd          | Brendon 6, Rachel 6       |
| Vanessa & Ralph        | 約會中的離婚男女 | 5th          | 7th          | 8th          | 4th          | 3rd          | 6th          | 5th          | 5th⊂         | 4th          | 3rd          | 4th          |              | Vanessa 5, Ralph 5        |
| Bopper & Mark          | 好友             | 9th          | 3rd          | 4th          | 8th          | 6th          | 3rd          | 2nd          | 1st          | 5th          | 5thƒ         |              |              | Bopper 3, Mark 5          |
| Nary & Jamie           | 聯邦探員         | 4th          | 6th          | 5th          | 5th          | 7th          | 5th          | 6th          | 6th          |              |              |              |              | Nary 4, Jamie 3           |
| Joey "Fitness" & Danny | 朋友             | 10th         | 8th          | 3rd          | 3rd          | 2nd          | 7th          |              |              |              |              |              |              | Joey "Fitness" 3, Danny 3 |
| Kerri & Stacy          | 表親             | 7th          | 5th          | 7th          | 7th          | 8th          |              |              |              |              |              |              |              | Kerri 3, Stacy 2          |
| Elliott & Andrew       | 雙胞胎兄弟       | 6th          | 9th          | 9th          |              |              |              |              |              |              |              |              |              | Elliott 1, Andrew 2       |
| Dave & Cherie          | 小丑夫婦         | 8th          | 10th         |              |              |              |              |              |              |              |              |              |              | Dave 1, Cherie 1          |
| Misa & Maiya           | 姊妹             | 11th         |              |              |              |              |              |              |              |              |              |              |              | Misa 0, Maiya 1           |

- 紅：該隊已被淘汰。
- 綠ƒ：該隊贏得「通行證」（Fast Forward）。
- 紫ε：該隊於賽段中使用「迅速通關卡」（Express Pass）。
- 下線藍：該隊最後抵達非淘汰提示站，他們須在下賽段接受「減速障礙」（Speed Bump）任務。
- 棕⊃或青⊃：該隊為兩隊中，使用「雙重迴轉」（Double U-turn）之其中一隊隊伍；⊂或⊂是被指定迴轉的队伍。

1. ^  Dave & Rachel 選擇使用極速通關卡跳過第3賽段的繞道任務。
2. ^  Dave & Rachel 原本是第二隊抵達中繼站，但在路障時用完所有分配給他們的瓶子，因此沒辦法完成路障，並接受兩小時懲罰。在罰時期間有四隊抵達，使 Dave & Rachel 跌落第六位。他們是极速前进历史上第一队在一站比赛中没有完成一个任务且没有被淘汰的选手。
3. ^  Dave & Rachel 最先抵達終點線，但因為意外跳過第二個路障而折返。他們最後完成該路障，排名依然未變。

## 每集標題語錄
每集標題通常引用自參加者說過的話。
1. "Tears of a Clown（阿根廷）" – Cherie
2. "You Know I'm Not as Smart as You（阿根廷）" – Rachel（Brendon & Rachel 隊）
3. "Bust Me Right in the Head With It（巴拉圭）" – Bopper
4. "Taste Your Salami（意大利）" – Kerri
5. "Uglier Than a Mud Rail Fence（德國）" – Mark
6. "This Is Wicked Strange（阿塞拜疆） " – J.J.
7. "I Didn't Make Her Cry（坦桑尼亞） " – Vanessa
8. "Let Them Drink Their Haterade（坦桑尼亞）" – Rachel（Brendon & Rachel 隊）
9. "Bollywood Travolta（印度）" – Art
10. "I Need Hair to Be Pretty（印度）" – Rachel（Brendon & Rachel 隊）
11. "It's a Great Place to Become Millionaires（日本、美國）" – Dave（Dave & Rachel 隊）

## 獎項
個人獎項颁發给每赛段的冠軍隊伍。所有旅程都是由Travelocity提供。
- 第一段 - 迅速通關卡 - 隊伍可用作跳過任何一個任務
- 第二段 - 雙人格林納達旅遊
- 第三段 - 雙人巴哈馬旅遊
- 第四段 - 各人五千美元
- 第五段 - 雙人泰國旅遊
- 第六段 - 每人一輛2013福特Taraus SHO汽車
- 第七段 - 雙人哥斯達黎加旅遊
- 第八段 - 雙人夏威夷哈纳莱伊湾旅遊
- 第九段 - 雙人聖盧西亞旅遊
- 第十段 - 各人一萬美元
- 第十一段 - 雙人新西蘭旅遊
- 第十二段 - 一百萬美元

## 旅程
美国 →  阿根廷 →   巴拉圭 →  義大利 →  德国 →   →  坦桑尼亚 →  印度 →  日本 →  美国

## 赛段摘要

《極速前進》第20季的路線圖。

### 第一段（美國 → 阿根廷）
- 美國，加利福尼亚州聖塔巴巴拉(布莱德活酒庄)（起點線）
- 洛杉磯（洛杉磯國際機場） 到  阿根廷，薩爾塔省薩爾塔（馬丁·米格爾·德奎美斯國際機場）
- 薩爾塔省聖塔芭芭拉村（路牌）
- 薩爾塔省卡法亞特（吉爾伯托拉瓦飛行基地）
- 薩爾塔省卡法亞特（卡法亞特庭園酒廠） [AT1]

起點線任務：所有隊伍要在100個氣球中找到裝有線索的氣球，當找到之後線索會給予他們下一個目的地。只要獲得線索後，隊伍要駕駛一輛福特汽車前往洛杉磯國際機場，在美國航空的櫃台領取前往布宜諾斯艾利斯機場的機票。最先抵達美航櫃台的六支隊伍可以乘坐較早的班機前去薩爾塔的機場，最後完成的隊伍不須接受任何懲罰。
路障：其中一位隊員必須使用已提供的地圖前往跳傘的降落點，而另一位隊員（不是做路障任務的一位）就需要登上一架飛機並嘗試跳傘降落到指定地點。只要隊伍重新會合，跳傘指導員便會交出下一道線索。
附加任務
- [AT1]：抵達酒廠後，隊伍要製造120件卷餅（Empanada），一半是肉餡，另一半是芝士餡，而隊伍亦必須發現不同餡料的卷餅有不同的皺摺卷法。只要卷餅的質量和數目都符合評審的要求，隊伍會可以繼續前進，於酒廠的範圍內找到中繼站。

### 第二段（阿根廷）
- 薩爾塔省卡法亞特（卡法亞特鎮廣場） [AT1]
- 薩爾塔省薩爾塔（薩爾塔巴士總站） 到 布宜諾斯艾利斯（雷蒂羅巴士站）
- 布宜諾斯艾利斯（利湼爾斯牛市場）
- 布宜諾斯艾利斯雷科萊塔區橡膠樹（El Gomero）

繞道：隊伍要在「燒開水」或「燃火燄」中選擇任務。在「燒水」（Boil My Water）中，隊伍要前往附近三條小村莊之中的任意一個，將一個太陽灶裝好。然後他們要將盛滿水的水壺放到炊具中間，等到裡面的水煮沸了，並有一絲絲哨聲，旁邊的太陽能專家便會將下一個線索交給隊伍。至於「生火」（Light My Fire）裡面，隊伍需在河邊收集40根柴木和一些粘土，將這些物資放在一隻驢子背上，並運到一英里外的陶器作坊，換取下一個線索。
路障：隊伍要前往一處食用牛拍賣場，一位隊員需要聽到拍賣員說出其中一個欄圈裡所有牛的總重量，然後要點出欄裡牛的數量、計算（不可使用計算機）裡面的牛的平均重量，並要將答案交給牧人（gaucho）。如果隊員在成功向牧人交出答案前拍賣員卻移到下一個欄圈，隊員就要計算新欄圈裡牛的平均重量。只要答案正確，牧人就會交出下一道線索。
備註
- [AT1]：抵達卡法亞特市廣場後，隊伍要等信使（chasqui）來到廣場，然後從他手上領取線索。

### 第三段（阿根廷 → 巴拉圭）
- 布宜諾斯艾利斯（埃塞薩皮斯塔里尼部長國際機場） 到  巴拉圭，亞松森（锡尔维奥佩蒂罗西机场）
- 亞松森（Metalúrgica Punta de Rieles） [AT1]
- 亞松森（民主廣場）
- 亞松森（安特克拉階梯）

繞道：隊伍要在「層層疊」或「穿針引線」中選擇。在「層層疊」（Stacked up）裡，隊伍要前往一處水果市場，像本地水果商人一樣把西瓜排成10X10的金字塔外形。當金字塔完成後，只要獲得西瓜商的認可，隊伍便可獲得下一道線索。在「穿針引線」（Strung out）中，隊伍要前往一處會堂，跟隨示範一樣為一部豎琴穿上36條琴弦。只要琴弦穿好並可以演奏時，豎琴師便交出下一道線索。
路障：隊伍要表演一種巴拉圭傳統水瓶舞（bottle dance），將一個玻璃瓶放在頭上然後表演一段舞蹈。如果玻璃瓶摔碎的話，隊員必須用新瓶子重新表演。完成任務後，領舞者會給予隊員下一道線索。每隊只有一定數量的玻璃瓶，如果隊伍跌碎所有瓶子兼未能完成任務的話，他們在中繼站必須接受兩小時延遲懲罰。
附加任務：
- [AT1]：在Metalúrgica Punta de Rieles金屬店裡，隊伍需在金屬工具場裡面尋找他們下一道線索。

### 第四段（巴拉圭 → 意大利）
- 亞松森（锡尔维奥佩蒂西机场） 到  意大利，都靈（都靈卡塞萊機場）
- 都靈（快意林格托工廠）
- 都靈（國家汽車博物館） [AT1]
- 都靈（安托內利尖塔）
- 都靈（城堡廣場）

通行證：一位隊員要操控一架遙控飛機，令它降落在另一位隊員頭盔上的機場模型。
路障：隊伍要前往林格托工廠，在兩分鐘內於坡道之間垂降120英呎（約37米），並須在垂降期間拿走懸在半空的線索。若隊伍未能在限時內完成，他們必須重新開始。 
繞道：隊伍要在「清洗雕像」或「辨識香腸」中選擇。在「清洗雕像」（Clean That Statue）裡，隊伍要前往指定地點，利用已提供的工具為一尊石像進行清潔。只要令雕塑恢復原貌，隊伍便可獲得下一道線索。在「辨認莎樂美腸」（Name That Salami）中，隊伍要前往指定商店品嘗十四款不同的莎樂美腸。他們需要牢記香腸的味道和名字，然後要找到一檔指定的莎樂美腸攤檔，正確地指出剛才品嘗過的十四款香腸。只要答案全部正確，攤販老闆會交出下一道線索。
附加任務：
- [AT1]：隊伍抵達國家汽車博物館後，要使用汽車內置的自動停車系統泊車。然后在博物馆裡，隊伍要找到一輛1916年福特T型車，车裡有一枚歐元兩分硬幣。隊伍要想出他們下一個目的地是硬幣上的建築物：安托內利尖塔。

### 第五段（意大利 → 德國）
- 都靈（都靈新門火車站） 到  奧地利，埃爾瓦爾德（埃爾瓦爾德火車站）
- 德國，巴伐利亞邦加爾米施-帕滕基興（加斯托森拉遜餐廳 Gasthof zum Rassen）
- 東阿爾高縣施旺高（新天鵝堡） [AT1]
- 菲森（Bundesleistungszentrum）
- 施旺高-霍恩（蘭漢尼斯農場）

繞道：隊伍要在「童話故事」或「世界冠軍」之間選擇。在「童話故事」（Fairy Tale）裡，隊伍要沿路撿拾地上的姜餅塊，前去位於上阿瑪高村巫婆的家。在那裡隊伍要將姜餅塊造好姜餅屋屋頂和裝飾姜餅屋，完成後巫婆會將下一道線索交出。而在「世界冠軍」（Champion Male）中，隊伍要前往指定餐廳，選擇一位鬍子愛好者，並利用已提供的美髮用品，按照世界鬍鬚比賽冠軍的相片為他的鬍子設計造型。只要造型設計符合相片的造型，隊伍可獲得下一道線索。
減速障礙：上一賽段最後抵達而未被淘汰的隊伍，在本集需要完成一次減速障礙任務，要穿起傳統巴伐利亞風格服裝，並學會用約德爾唱法的方式唱出一段約德爾歌。通過評審的認可後，隊伍可以繼續前進。
路障：隊伍要使用之前拿到的Travelocity小矮人參加德國傳統的冰壶運動（ice stock sport，在德語為Eisstockschießen）。其中一位隊員要將小矮人推進白色靶心範圍之內。只要小矮人停下時有一部份位於靶心內，隊伍便可以取得下一道線索。
附加任務
- [AT1]：完成繞道任務後，隊伍須解讀指示「找到睡美人城堡的靈感泉源」（"find the inspiration for Sleeping Beauty's castle"），以發現他們下一個目的地是位於施旺高的新天鵝堡（Schloss Neuschwanstein），而非附近的高天鵝堡（Schloss Hohenschwangau）。[10]隊伍其後要找到堡內路德維希二世國王的臥室，取得下一道線索。

### 第六段（德國 → 阿塞拜疆）
- 慕尼黑（慕尼黑機場） 到  阿塞拜疆，巴庫（蓋達爾·阿利耶夫國際機場）
- 巴庫（火之神殿）
- 巴庫（國際職業訓練中心）
- 巴庫（巴庫老城 – 托古卡拉巴地毯店）
- 巴庫（海濱廣場 Boulevard Esplanade Estakada）

通行證：隊伍要前往附近市場，將150捆乾草卸下，然後按長10捆、闊3捆、高5捆的標準把乾草堆起，最快完成的隊伍便可以獲得通行證到達中途站。
路障：一位隊員要參與直昇機墜毀訓練。他們會進入一架模擬直昇機，然後隨著直昇機翻轉沉入水底。在水中隊員要自救逃離直昇機，然後游到泳池上的救生艇，拿走上面的線索。
繞道：隊伍要在「蘋果」或「石油」之間選擇。在「蘋果」（Apples）中，隊伍要前往水果市場，找出藏於滿車蘋果中綁有比賽記號的一個。只要他們找到那個蘋果，便可以用來換取下一道線索。而於「石油」（Oil）中，隊伍要為一所石油健康水療中心的客人刮掉身上的石油，然後幫他們刷洗乾淨，完成後中心職員會交出下一道線索。

### 第七段（阿塞拜疆 → 坦桑尼亞）
- 巴庫（蓋達爾·阿利耶夫國際機場） 到  坦桑尼亞，乞力馬扎羅區（乞力馬扎羅國際機場）
- 阿魯沙區阿魯沙（阿魯沙小型機場） 到 恩戈羅恩戈羅保護區 [AT1]
- 恩戈羅恩戈羅保護區（Soneto村） [AT2]
- 恩戈羅恩戈羅保護區（辛巴營區 （页面存档备份，存于）） [AT3]

繞道：隊伍要在「射擊賽」或「求愛賽」之間選擇。進行任務前，隊伍要騎單車下去馬賽人（Maasai）的村落，並換上他們的傳統服裝。在「射擊賽」（Marksmanship）中，隊伍要學懂使用馬賽人的傳統投擲武器"Rugun"，然後兩位隊員需要各自擊中在單車輪上轉動的目標陶罐。只要兩位隊員都擊中目標，便可以領取下一道線索。而於「求愛」（Courtship）中，隊伍要表演一次馬賽族跳躍祭典，名為"adumu"。他們需要在這座接近海拔8,000英呎（約2,500米）高的村落連續跳躍一分鐘，完成後便可獲得下一道線索。
附加任務
- [AT1]：抵達阿魯沙小型機場後，隊伍要簽到報名登機，前往恩戈羅恩戈羅保護區（Ngorongoro Conservation Area）。三架班機各自相差15分鐘起飛（分別是09:30、09:45和10:00），每架班機只乘載兩隊。
- [AT2]：降落在恩戈羅恩戈羅保護區後，隊伍要揀選一位司機和野外旅行車（safari vehicle），然後透過本地居民的指示下，引導司機駕車前往恩戈羅恩戈羅火山口的東邊。在那裡他們會遇到一位馬賽族戰士，他會將下一道線索交出。
- [AT3]：在辛巴營地裡，隊伍要利用已提供的材料設置連同淋浴袋（bush shower）在內的帳篷營地。只要完成後獲得評審認可，隊伍便可以前往附近的中繼站。完成賽段後他們將於自己設置的營地裡過夜。

### 第八段（坦桑尼亞）
- 克拉圖（希拉莉克林頓小檔） [AT1]
- 克拉圖（積克史拉沙酒吧）
- 克拉圖（寶石藝廊）
- 圖瓦布鎮（英语：Mto wa Mbu） （瑪格麗特農場）
- 曼雅拉湖

繞道：隊伍要從「供水」或「供氣」之間選擇。在「供水」（Water Supply）裡，隊伍要前往指定住宅領取九個水桶，到附近的公用水井排隊裝水，然後把水桶帶回原本的指定地點，換取下一道線索。而在「供氣」（Air Supply）中，隊伍要修補漏氣的自行車輪胎。他們首先要把內胎從車輪上取下來（不可把車輪拆下來），然後利用已提供的工具尋找並修補破裂的地方，最後把內胎重新裝上。如果試車成功的話，隊伍便可領取下一道線索。
減速障礙：上一賽段最後抵達而未被淘汰的隊伍，在本集需要完成一次減速障礙任務，她們要按地上一張畫作為範例，把不同藝術品正確掛在架上。
路障：其中一位隊員要穿上保護衣，按照養蜂人的指導從非洲蜂蜂巢裡採集500克蜂蜜，換取下一道線索。
附加任務
- [AT1]：從上一賽段的中繼站開始，隊伍需要乘車離開恩戈羅恩戈羅火山口，前往克魯圖區（Karatu）尋找一所名為「希拉莉克林頓」（"Hillary Clington"）的路邊小檔。

### 第九段（坦桑尼亞 → 印度）
- 乞力馬扎羅區（乞力馬扎羅國際機場） 到  印度，科钦（科钦國際機場）
- 阿魯瓦（英语：Aluvua）區（拉吉夫·甘地巴士站） 到 里維埃拉（英语：Thevara）區（聖心大學）
- 科钦（印度咖啡屋）
- 科钦（寶格蒂皇宮）

路障：一位隊員學懂寶萊塢（Bollywood）電影特色舞步之後要與30位臨時演員上台跳舞，只要獲得編舞員的認可後，隊伍便可獲得下一道線索。
繞道：隊伍要在「打板球」或「踩離合」之間選擇。在「打板球」（Cricket）裡，隊伍嘗試印度的熱門運動板球，要將專業板球手投擲過來的球擊走。只要球越過界線，隊伍便可領取下一道線索。而在「踩離合」（Clutch It）裡，隊伍需要學會駕駛嘟嘟車（auto rickshaw），並接載乘客通過訓練賽道。只要兩位隊員都完成訓練並沒有撞到任何障礙物，他們便可獲得下一道線索。

### 第十段（印度）
- 埃尔纳古勒姆（查羅迪鎮的廟宇）  [AT1]
- 科钦（Pattanacaud Coir布坊）  [AT2]
- 科钦（柯枝堡）
- 維賓島（英语：Vypin）（中國漁網）

通行證：隊伍要前往一處印度廟宇，參加傳統幸運儀式：剃光所有頭髮。這任務是重演《極速前進7》其中一個通行證任務。
減速障礙：上一賽段最後抵達而未被淘汰的隊伍，在本集需要完成一次減速障礙任務，他們要為老虎舞（Puli Kali）舞蹈員的肚皮畫上老虎的模樣。
路障：一位隊員要利用椰子皮紡出40英呎長（約12米）的繩，並將四捆椰繩放在三腳架上，使用轉柄將所有繩子都纏繞到轉輪上，才能獲得下一道線索。
繞道：隊伍要在「厚皮動物」或「裝箱」之間選擇。在「厚皮動物」（Pachyderm）中，隊伍要為一頭亞洲象戴上頭飾和不同金飾，再使用手推車裝滿大象糞便，來回15次將糞便都運到附近的貨車上，才可獲得下一道線索。而在「裝箱」（Pack a Box）中，隊伍要前往一處生姜處理所，用乾姜裝滿十個空箱，量度好重量，再為箱子打上標記，運到指定中轉貨倉。只要獲得物流經理的認可，他就會交出下一道線索。
附加任務
- [AT1]：抵達查羅迪鎮的廟宇後，大祭司會在給予隊伍下一道線索前為他們祝福。
- [AT2]：路障之後，隊伍要前往柯枝堡（Fort Kochi），尋找一位「古樹下的理髮師」（"barber under an ancient tree"），領取下一道線索。

### 第十一段（印度 → 日本）
- 科钦（科钦國際機場） 到  日本，廣島縣廣島市（廣島機場）
- 廿日市市嚴島（嚴島神社） [AT1]
- 廣島（廣島和平紀念公園 - 原子彈爆炸圓頂屋） [AT2]
- 廣島（廣島站） 到 大阪府大阪市（新大阪站）
- 大阪（關西電視台 - 八號演播室）
- 大阪（梅田藍天大廈 - 空中庭園） [AT3]
- 大阪（大阪城）

路障：隊伍要參與一個日本遊戲節目，名為「帶小雞回家」（"Bring That Chicken Home"）。一位隊員要在快速滾動的運輸帶上面跑，試圖摘取吊在運輸帶上方的三隻玩具雞。拿下三隻玩具雞後，隊員要跳上運輸帶終點的軟墊上，才可以獲得下一道線索。
繞道：隊伍要在「賓果遊戲」或「立板拍照」之間選擇。在「賓果遊戲」（Bingo Shout-Out）裡，隊伍要到一所迴轉壽司店參加賓果遊戲，只要他們成功將正確的壽司放在對應名字的方格上，以橫線、直線或斜線任一方法在板上湊齊五塊壽司，就可以叫出"Sushi"一字。將那五塊壽司吃下後，壽司師傅就會交出下一道線索。而在「紙板相片」（Photo Cut-out）裡，隊伍要說服路人站在相撲畫板後面讓他們拍照，每次拍照必須湊夠三個人。只要拍下十張照片後，隊伍便可以拿照片去跟攝影愛好者換取下一道線索。
附加任務
- [AT1]：抵達嚴島（Miyajima）後，各隊要在神社的鳥居（torii）旁邊等到明日日出，那時候一位農夫會為他們帶來下一道線索。
- [AT2]：在廣島和平紀念公園（Hiroshima Peace Memorial）裡，隊伍必須先觀看紀念儀式，才可以領取下一道線索。
- [AT3]：路障完成後，隊伍要前往梅田藍天大廈（Umeda Sky Building）的空中庭園，在那裡他們會發現兩部Windows 7觸屏裝置，螢幕會向他們顯示繞道任務的選擇。

### 第十二段（日本 → 美國）
- 大阪市（關西國際機場） 到  美國，夏威夷州檀香山（檀香山國際機場） [AT1]
- 檀香山（檀香山濱海大廈 - 麥佳） [AT2]
- 檀香山（沙島）  [AT3]
- 北岸（沙灘）[AT4]
- 哈齊普山谷（珊瑚王國大門） [AT5]
- Waikane(神秘島) [AT6]

第一個路障：一位隊員要嘗試由日本移民帶到夏威夷的活動，削冰（ice shaving）。隊員要使用一把日本刀（Katana），削下足夠的冰碎並放到膠桶內。只要冰碎的數量達到指定線，演員泰勒·威利（Taylor Wily，演出於喜劇電影《忘掉莎拉·马歇尔》和CBS罪案劇《天堂執法者》）會交出下一道線索。
第二個路障：上一路障沒做任務的隊員，必須完成第二個路障，參與傳統夏威夷遊戲。首先隊員要參與火山滑橇（Hawaiian lava sledding），要利用傳統滑橇工具成功滑下山坡（不可從滑橇上跌下來）。然後，隊員要在15英呎（約4.5米）外把一種傳統用作武器的滾狀火山岩塊滾進指定目標內。完成這兩項挑戰後，隊員便可獲得最終線索。
附加任務
- [AT1]：抵達檀香山後，隊伍獲知要找到名為「麥古」及「麥佳」的雙子塔，以找出他們的目的地其實是指檀香山城區的雙子濱海大廈（Waterfront Towers）。
- [AT2]：在濱海大廈裡，隊伍要利用機械繩索登上「麥佳」大廈的頂點。在天台上他們要用肉眼觀察周圍地區，找到他們下一個線索的所在地。他們找到目的地後，就要在大廈另一面垂降回到地面。
- [AT3]：第一個路障完成後，隊伍要找到沙島（Sand Island）的棒球場，在那裡他們會乘坐直昇機抵達歐胡島的北岸沙灘。
- [AT4]：直昇機之旅後，隊伍要加入滑浪拯救隊伍。一位隊員要駕駛水上摩托進入危險的海面，而另一位隊員必須待在摩托後面的滑板上，負責拯救遇溺者。只要他們帶著遇溺者回到岸邊，他們便可領取下一道線索。
- [AT5]：完成海上拯救任務後，隊伍要前往哈齊普山谷（Hakipuʻu Valley），沿著一條有標記的小路找到下一道線索。
- [AT6]：第二個路障後，隊伍要駕車前往一處碼頭，他們會找到一些立式單槳衝浪板（Stand up paddle surfing）。隊伍要利用這些衝浪板划到神秘島（Secret Island），向終點線衝刺。

## 資料來源
1. 1 2  Lynette, Rice. . Entertainment Weekly. 2011-12-15  [2012-01-28]. （原始内容存档于2013-06-27）.
2. 1 2  . 哈芬登郵報. 2012-03-22  [04/05/2012]. （原始内容存档于2016-03-05）. [ ]
3. 1 2 3  Moorhouse, Drusilla. . E!. 2012-01-25  [2012-01-25]. （原始内容存档于2012-05-10）.
4. ↑  Mitovich, Matt. . TVLine. 2012-01-25  [2011-01-28]. （原始内容存档于2012-03-19）.
5. ↑  . The Futon Critic. 2011-06-16  [2011-06-16].
6. 1 2  Ross, Dalton. . Entertainment Weekly. 2012-01-25  [2012-01-25]. （原始内容存档于2013-05-11）.
7. ↑  Boedeker, Hal. . Orlando Sentinel. 2012-01-25  [2012-01-25]. （原始内容存档于2012-06-25）.
8. ↑  Kelley, Brent. . About.com. 2012-01-25  [2012-01-26]. （原始内容存档于2014-04-14）.
9. ↑  . CBS. 2012-01-25  [2012-01-25]. （原始内容 (Flash)存档于2012-01-30）.
10. ↑  德語中的"schloss"即是「城堡」的意思，節目中使用英文的"castle"取代"schloss"。

## 外部連結
- 官方網站 （页面存档备份，存于）